# Anemone tomentosa
Az Anemone tomentosa boglárkavirágúak (Ranunculales) rendjébe, ezen belül a boglárkafélék (Ranunculaceae) családjába tartozó faj.

## Előfordulása
Az Anemone tomentosa előfordulási területe Kína. A következő tartományokban található meg: Hopej, Honan, Hupej, Csinghaj, Senhszi, Sanhszi és Szecsuan.

## Képek

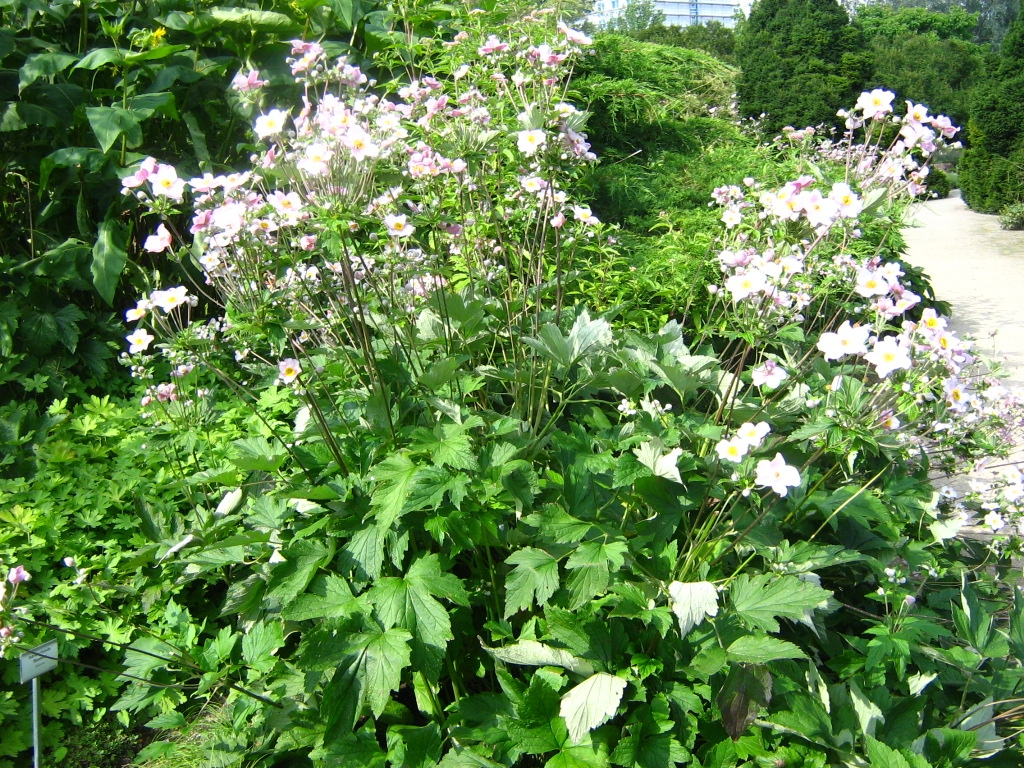
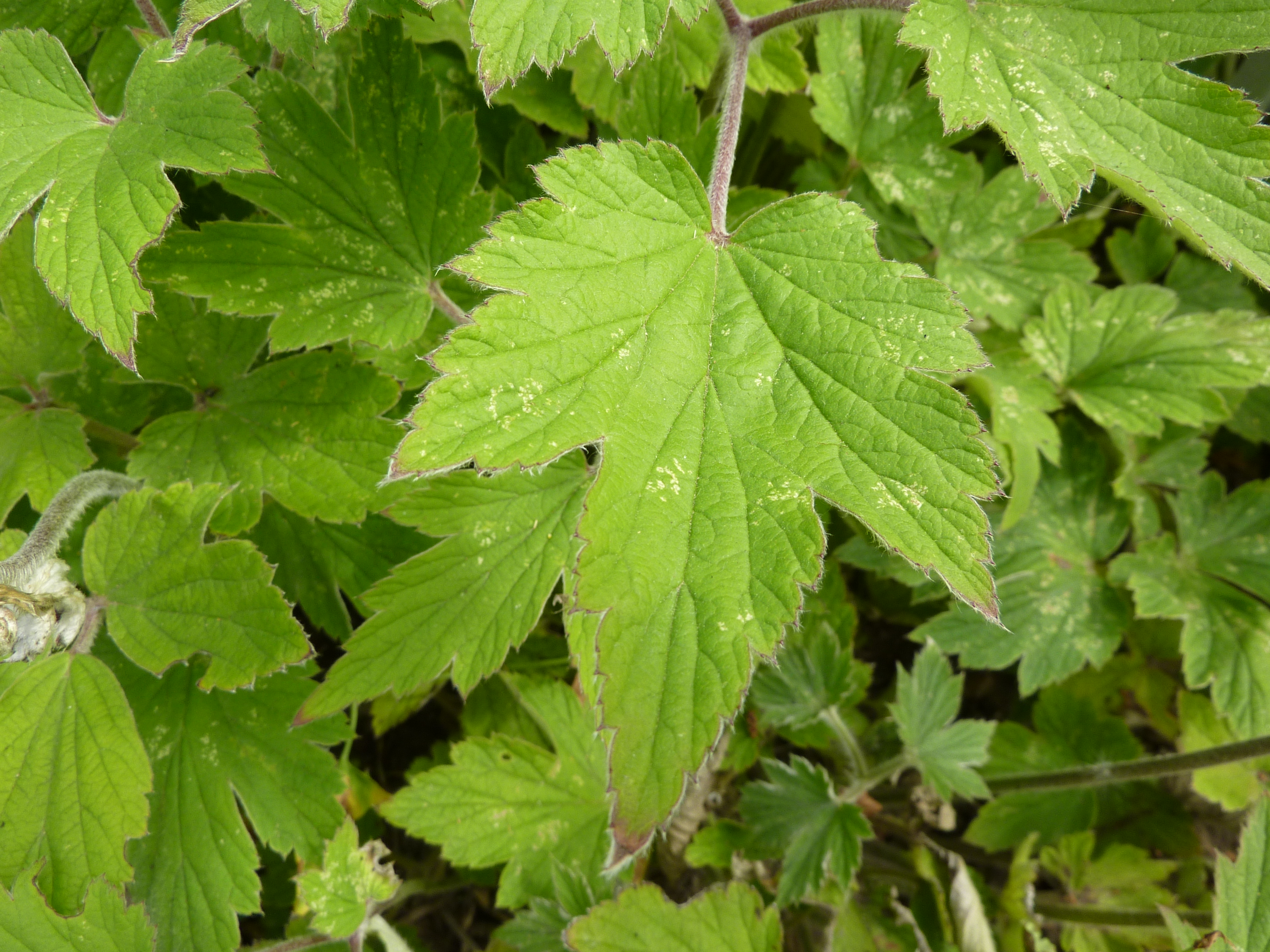
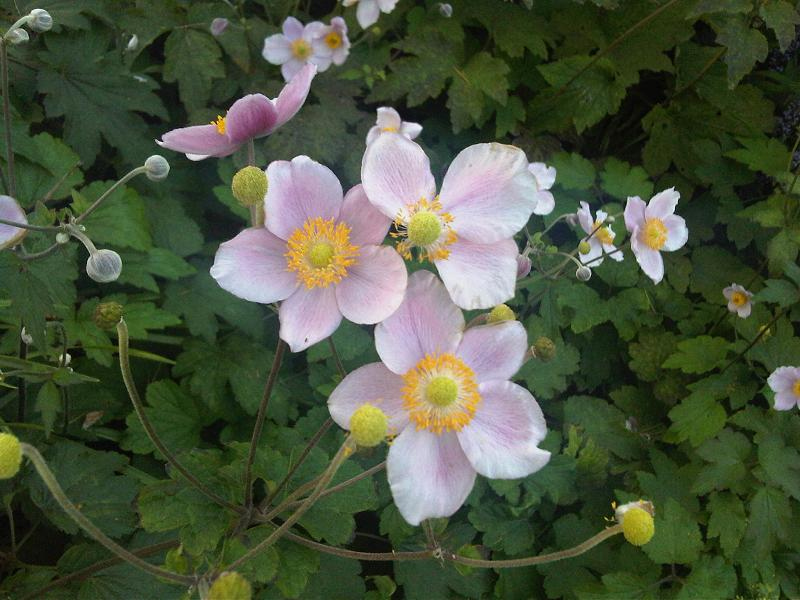
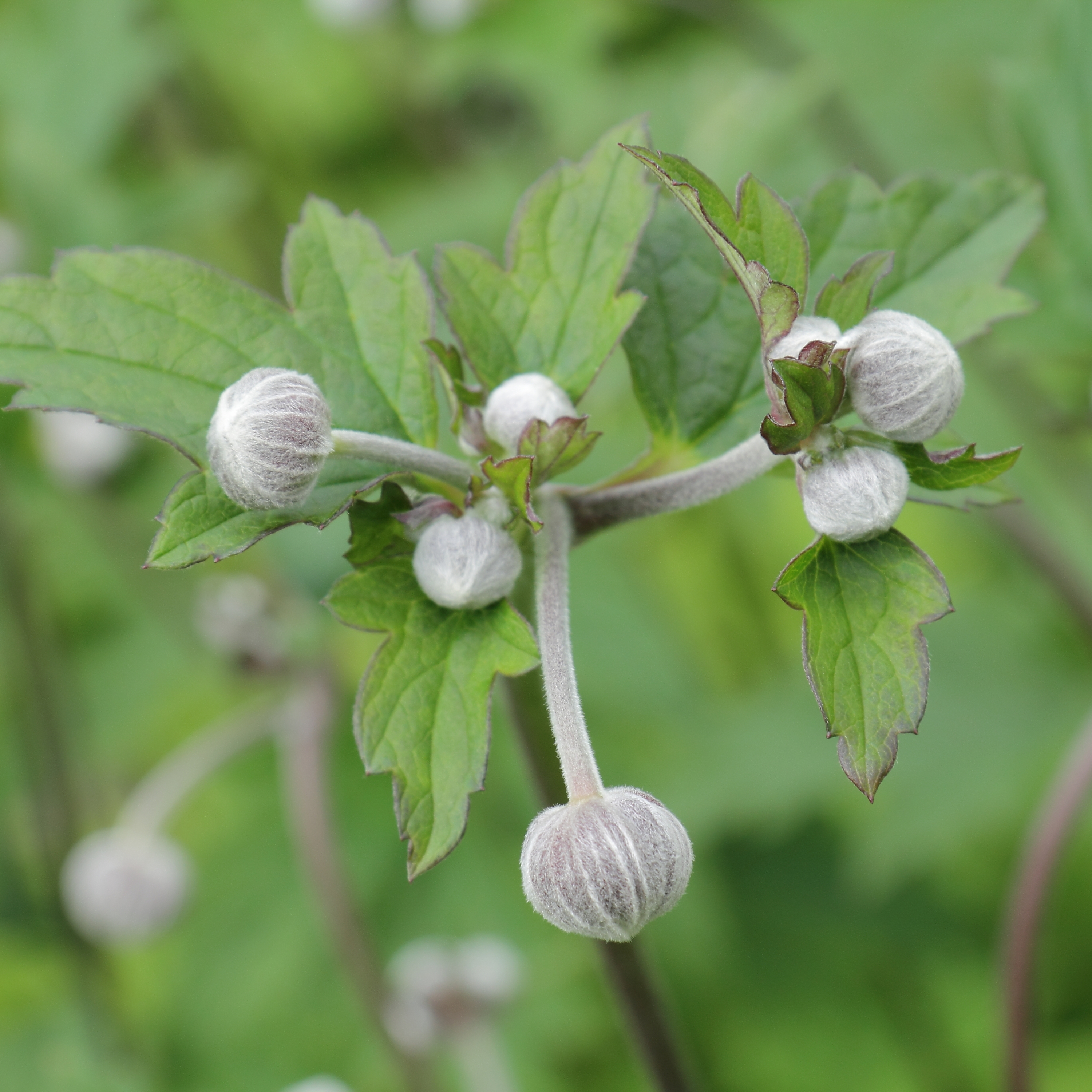